# Bernoulli (famiglia)

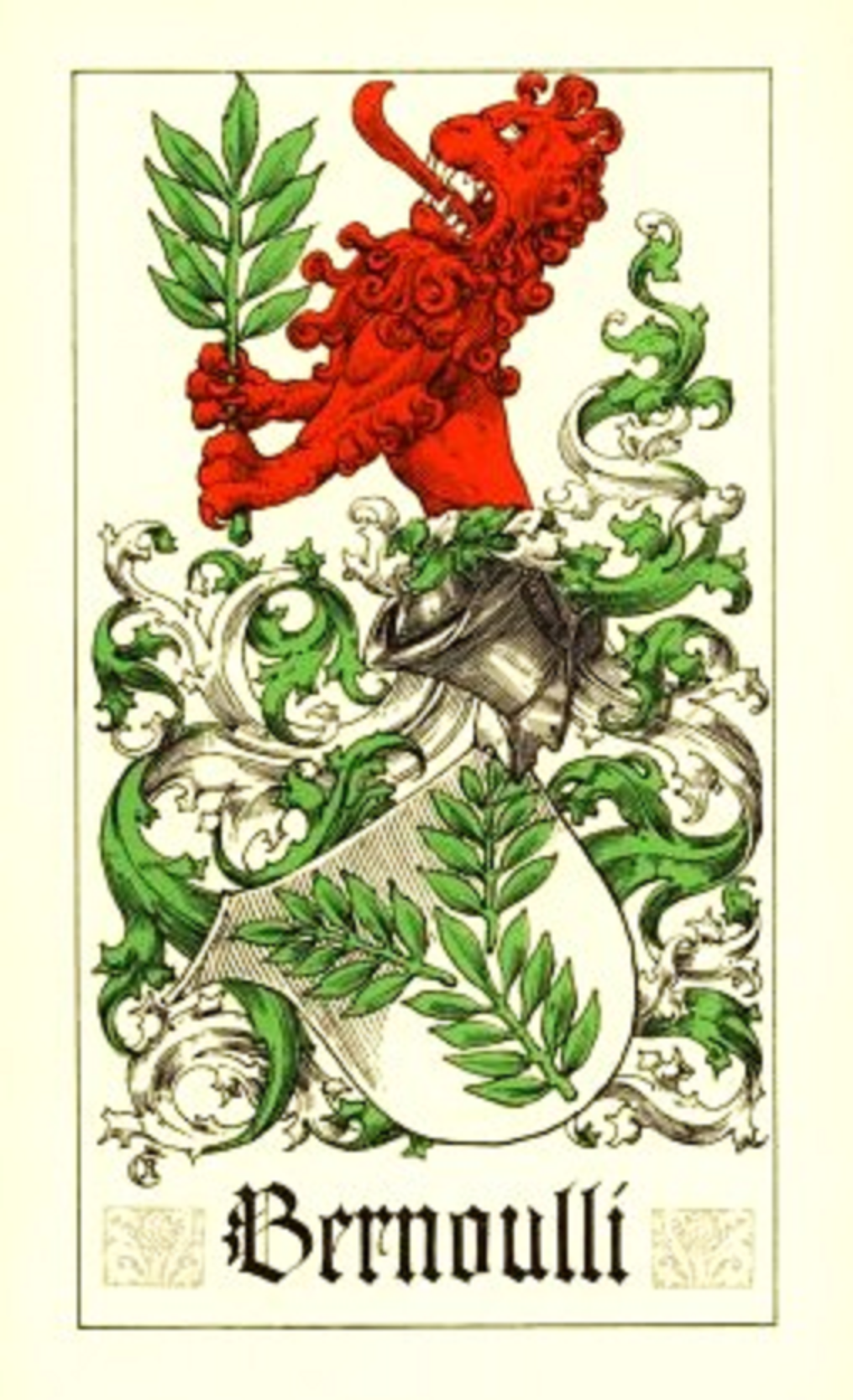
Stemma della famiglia Bernoulli

La famiglia Bernoulli era una famiglia svizzera con origini fiamminghe. Fuggita da Anversa nel 1583 per sottrarsi alla persecuzione dei protestanti perpetrata dai cattolici, dopo un periodo di rifugio a Francoforte sul Meno la famiglia si trasferì in Svizzera e si stabilì a Basilea. Si distinse per aver annoverato, fra i suoi membri, importanti scienziati e studiosi.

## Componenti
Il fondatore della dinastia dei Bernoulli si alleò con una delle più vecchie famiglie di Basilea e diventò un commerciante di successo. Anche Nicola il Vecchio, capostipite della tavola genealogica, fu un commerciante, come lo erano stati suo nonno e il suo bisnonno; tutti avevano sposato delle figlie di commercianti e, tranne il bisnonno, avevano accumulato ingenti fortune. Il primo che si allontanò dalla tradizione si fece medico; il genio matematico, tuttavia, forse latente da qualche generazione, si manifestò a partire dai figli di Nicolaus Bernoulli.
Tra i membri di questa famiglia, infatti, circa una dozzina (si veda l'albero genealogico) si affermarono nel campo della matematica e della fisica e quattro furono eletti membri stranieri dell'Académie des Sciences. Il primo a raggiungere una posizione preminente nel campo della matematica fu Jakob Bernoulli, conosciuto anche come Jacques o James.
Nessuna famiglia nella storia della matematica ha prodotto tanti matematici celebri come i Bernoulli. Diversi membri della famiglia hanno contribuito alle scienze, al punto che spesso nello studio di tali discipline si incontra il cognome Bernoulli.
Vista la ricorrenza dei nomi all'interno della famiglia, alcuni dei personaggi vengono citati con un progressivo, come i membri di una dinastia; inoltre, tenuto conto delle origini e di altri aspetti della storia, vengono citati sia con i nomi tedeschi sia con i nomi francesi.
- Nicolaus Bernoulli – commerciante
  - Jakob Bernoulli (Jacob, Jacques I) - teoria delle probabilità, statistica
  - Nicolaus Bernoulli
    - Nicolaus Bernoulli (Nicolaus I) - probabilità applicate a questioni legali, equazioni differenziali

  - Johann Bernoulli (Jean I) - matematico
    - Nicolaus Bernoulli II (Nicolaus II) - matematico
    - Daniel Bernoulli (Daniel I) - botanico e fisico, noto nella fluidodinamica
    - Johann Bernoulli II (Jean II) - si occupò di luce e di calore
      - Johann Bernoulli III (Jean III) - contribuì alla teoria della probabilità
      - Daniel Bernoulli II (Daniel II)
      - Jakob Bernoulli II (Jacques II) - elasticità, idrostatica, balistica

## Riconoscimenti
Alla famiglia Bernoulli è stato dedicato un asteroide, 2034 Bernoulli.
Nel 1975 fu fondata la Bernoulli Society, sezione dell'Istituto Internazionale di Statistica.